# Принципы правосудия
Принципы правосудия — принципы, формирующие понимание должного по наиболее важным аспектам правосудия.

## Определение
С позиции нормативного понимания принципы правосудия это: «основные положения права, имеющие в ряде случаев фундаментальное, генеральное значение…»
Также получило поддержку понимание принципов правосудия как являющихся: «…императивными правовыми требованиями «к процедуре его осуществления, призванные гарантировать соблюдение прав и свобод личности и вынесение законных, обоснованных и справедливых судебных решений…»

## Перечень принципов
В рамках диссертационной работы на соискание к.ю.н. С. А. Виноградовой был сформирован обобщающий список принципов правосудия:
- Гуманность;
- Справедливость;
- Законность;
- Презумпция невиновности;
- Осуществление правосудия только судом;
- Независимость судей;
- Гласность;
- Равноправие (состязательность);
- Разумный срок судопроизводства;
- Право на обжалование.

Согласно И. Л. Петрухину, автору статьи «Судебная власть» в Большой российской энциклопедии, одним из главных принципов правосудия в России — осуществление правосудия исключительно судом. В целом же, И. Л. Петрухин связывает между собой принципы построения правосудия и принципы правового государства.